# Angaridyela exculpta
Angaridyela exculpta  (лат.) — ископаемый вид пилильщиков рода Angaridyela из семейства Xyelidae. Обнаружен в нижнемеловых отложениях Китая (провинция Ляонин, Huangbanjigou, Shangyuan Town, Yixian Formation, барремский ярус, около 125 млн лет). Длина тела 8,6 мм, длина переднего крыла 6,2 мм.
Вид Angaridyela exculpta был впервые описан в 2000 году китайскими энтомологами Х. Чжаном и Ж. Чжаном (H. C. Zhang, J. F. Zhang, Китай) вместе с видами Angaridyela endemica, A. robusta, A. suspecta, Ceratoxyela decorosa, Heteroxyela ignota, Isoxyela rudis, Lethoxyela excurva, L. vulgata, L. antiqua, Sinoxyela viriosa.
Включён в состав рода Angaridyela Rasnitsyn 1966 вместе с видами Angaridyela vitimica, A. robusta и другими.